# 福岡県道83号大和城島線
福岡県道83号大和城島線（ふくおかけんどう83ごう やまとじょうじません）は、福岡県柳川市から久留米市に至る県道（主要地方道）である。

## 概要
柳川市大和町中島から久留米市城島町楢津に至る。全線2車線の道路である。筑後平野を南北に貫くようなコースとなっており、久留米市や大川市・筑後市からの相互利用を果たす。以前は起点となる柳川市のごく一部区間にすれ違い困難な狭い場所があったが、現在は幅員改良により解消されている。

### 路線データ
- 起点：福岡県柳川市大和町中島（浦島橋交差点、国道208号交点）
- 終点：福岡県久留米市城島町楢津（城島新町交差点、福岡県道701号城島三潴線交点）

## 歴史
- 1993年（平成5年）5月11日 - 建設省から、県道大和城島線が大和城島線として主要地方道に指定される[1]。

## 路線状況

### 道路施設

#### 橋梁
- 成清橋（塩塚川、柳川市）
- 沖の端川橋（沖端川、柳川市）
- 瀬免橋（花宗川、三潴郡大木町）
- 水沼高架橋（西鉄天神大牟田線・三潴郡大木町）

## 地理

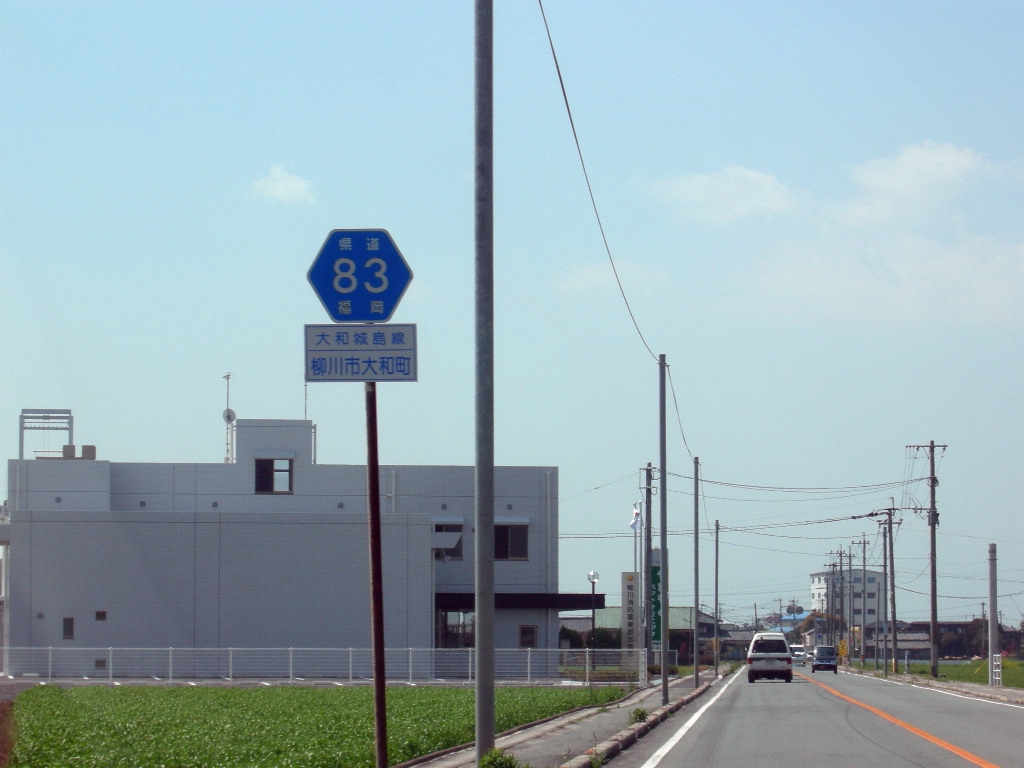
福岡県道83号大和城島線
福岡県柳川市大和町

### 通過する自治体
- 柳川市
- 三潴郡大木町
- 久留米市

### 交差する道路
| 交差する道路                                      | 市町村名 | 市町村名 | 交差する場所 | 交差する場所          |
| ------------------------------------------------- | -------- | -------- | ------------ | --------------------- |
| 国道208号 福岡県道・佐賀県道18号大牟田川副線 重複 | 柳川市   | 柳川市   | 大和町中島   | 浦島橋交差点 / 起点   |
| 福岡県道714号高田柳川線                           | 柳川市   | 柳川市   | 大和町六合   | 六合交差点            |
| 国道443号 / 三橋瀬高バイパス                      | 柳川市   | 柳川市   | 三橋町棚町   | 水町南交差点          |
| 国道443号                                         | 柳川市   | 柳川市   | 三橋町白鳥   | 御仁橋交差点          |
| 福岡県道703号柳川筑後線                           | 柳川市   | 柳川市   | 三橋町吉開   | 吉開交差点            |
| 福岡県道716号水田大川線                           | 三潴郡   | 大木町   | 大字高橋     | 高橋交差点            |
| 国道442号 / 大木大川バイパス                      | 三潴郡   | 大木町   | 大字蛭池     | 蛭池交差点            |
| 福岡県道23号久留米柳川線                          | 三潴郡   | 大木町   | 大字大角     | 大角交差点            |
| 福岡県道99号大川大木線                            | 三潴郡   | 大木町   | 大字横溝     |                       |
| 福岡県道711号江島筑後線                           | 久留米市 | 久留米市 | 城島町江上   |                       |
| 福岡県道710号宮本大川線                           | 久留米市 | 久留米市 | 城島町江上上 | 江上上交差点          |
| 福岡県道706号筑後城島線                           | 久留米市 | 久留米市 | 城島町六町原 |                       |
| 福岡県道701号城島三潴線                           | 久留米市 | 久留米市 | 城島町城島   | 城島新町交差点 / 終点 |

### 交差する鉄道
- 西鉄天神大牟田線

### 沿線
- 西鉄天神大牟田線 西鉄中島駅
- 柳川市立六合小学校
- イオン大木ショッピングセンター
- 大木町立大溝小学校
- 久留米市城島町総合支所
- 久留米市立城島図書館